# Kastelbell-Tschars
Kastelbell-Tschars (em italiano:  Castelbello-Ciardes) é uma comuna italiana da região do Trentino-Alto Ádige, província de Bolzano, com cerca de 2.329 habitantes. Estende-se por uma área de 53 km², tendo uma densidade populacional de 44 hab/km². Faz fronteira com Laces, Naturno, Senales, Ultimo.

## Demografia
| Variação demográfica do município entre 1861 e 2011                               |
|                                                                                   |
| Fonte: Istituto Nazionale di Statistica (ISTAT) - Elaboração gráfica da Wikipedia |